# Vena gruvfält
Vena gruvfält var en samling större och mindre gruvhål i Hammars och Lerbäcks socknar i södra Närke. Vena gruvfält är klassat som riksintresse för kulturmiljövården. I Västerby gruva skedde en av Sveriges största gruvolyckor genom tiderna när ett ras inträffade den 13 april 1768. Kobolt, vilket tidigare bröts i området, är klassat av EU och regeringen som en innovationskritisk metall. Därför genomförde Sveriges geologiska undersökning, SGU, geofysiska undersökningar i området 2020.
Gruvfältet låg öster om sjön Åmmelången och cirka fyra kilometer österut från Åmmeberg. I omgivande röd gnejs bröts i leptit har sulfidmalm med i genomsnitt 0,2–0,5 % kobolt och något högre kopparhalt. De kobolthaltiga mineralen var koboltglans och kobellit, PbS . (Bi, Sb)2S3. Den malmförande bergartens strykningsriktning är n. v.–s. ö.; stupningen är nästan lodrät.
Gruvfältet, som följer malmkroppen, låg mestadels norr om den lilla Venaån, men söder om den fanns Vena koppargruvor - den enda härstädes gruvan med Vena i namnet - vid en punkt som idag heter Norra Venatorpet, alldeles vid ån. Gruvfältet har en längdutsträckning i n.v.–s.ö. av över 2 km. Det går inte att ur de olika gruvnamnen rekonstruera hur fältet utvecklats men det har följt en bergsrygg, i tät skog, och delgruvorna består av grupper av respektive enstaka gruvhål. Om man från Vena koppargruvor går mot nordväst följer de olika gruvorna nästan som på ett pärlband:
| namn                              | antal hål | kommentar            |
| --------------------------------- | --------- | -------------------- |
| Vena koppargruvor                 | 8         | definitivt koppar    |
| Multna Rågfallsgruvorna           | 6         |                      |
| Tröstgruvorna                     | 8         |                      |
| Fredriksgruvorna                  | 5         |                      |
| Stora Galtgruvan                  | 1         |                      |
| Gamla Galfgruvan/Gamla Galtgruvan | 1         | namnet tyder på zink |
| Nya Galfgruvan/Nya Galtgruvan     | 9         |                      |
| Långgruvan                        | 1         |                      |
| Klämmelyckegruvorna               | 15        |                      |
| Kärrgruvan                        | 1         | i kanten på ett kärr |
| Hallbergsgruvan                   | 2         |                      |
| Lönndalsgruvan                    | 2         |                      |
| Långbansgruvan                    | 2         | lånat namn           |
| Brinkgruvan                       | 3         |                      |
| Tärngruvorna                      | 5         |                      |
| Geschwornergruvan                 | 1         |                      |
| Hästfallsgruvan                   | 1         |                      |
| Famngruvan                        | 1         |                      |
| Kofallsgruvorna                   | 6         |                      |
| Lövhults smedjegruva              | 1         |                      |
| Silvergruvan                      | 1         | en förhoppning?      |

Det finns fler icke-namngivna gruvhål och två anonyma gruvområden, men de kan härröra från brytningen på 1870-talet.
Gruvorna bröts 1770–86 och 1805 till in på 1850-talet. På 1840-talet var det en mycket stor gruva med ca 1000 arbetare.
År 1857 köpte det belgiska gruvbolaget och zinkjätten Vieille Montagne Åmmebergs herrgård och ett antal gruvfält av Johan Efraim Lundgren för 2 500 000 frcs. Marken på 1843 ha bestod av fyra gårdar: (herrgården) Åmmeberg, Åmmetorp, Lund och Övre Knalla. Även om Vena gruvfält, där brytningen var nedlagd, ingick så låg Vieille-Montagnes fokus helt på gruvfältet Zinkgruvan.
Några få år på 1870-talet gjordes några nya försök att ta upp koboltbrytningen och en antal nya gruvhål öppnades. Totalt har det utvunnits 430 ton koboltmalm men gruvorna anses inte uttömda. I slutet på 1800-talet återstod av gruvfältet bara vattenfyllda gruvhål. Numer är exempelvis Garpa gruva tillgänglighetsanpassad och öppen för besökare att kliva in i.
Betydligt längre norrut låg Karstorpsgruvorna/Kurstorpsgruvorna och Högmogruvorna, men de har inget direkt med Venafältet att göra.